# Новороссийский 2
Новоросси́йский 2 — посёлок в Большеболдинском районе Нижегородской области. Входит в состав Новослободского сельсовета.

## География
Посёлок находится в южной части Нижегородской области, на расстоянии примерно 18 км (по прямой) на юго-запад от села Большое Болдино, административного центра района.

## Население
| 1999 | 2002 | 2010 |
| ---- | ---- | ---- |
| 7    | ↘3   | ↘0   |

### Национальный состав
Согласно результатам переписи 2002 года, в национальной структуре населения русские составляли 100 % из 3 чел.